# Orchestre philharmonique royal de Stockholm
L'Orchestre philharmonique royal de Stockholm  (en suédois Kungliga Filharmonikerna ou Kungliga Filharmoniska Orkestern), est l'un des principaux orchestres de Suède.

## Historique
Cet orchestre est fondé en 1902 sous le nom de « Société des concerts de Stockholm » (Konsertföreningens orkester). De 1957 à 1992, l'orchestre s'appelle Orchestre philharmonique de Stockholm (Stockholms Filharmoniska Orkester) avant de prendre son nom actuel.
La formation est devenue un ensemble permanent en 1914. Elle se produit depuis 1926 à la maison des concerts de Stockholm. La formation regroupe 104 musiciens.
L'orchestre renouvelle chaque année son répertoire et met souvent en avant les œuvres de certains compositeurs, tels Alfred Schnittke, Arvo Pärt, Krzysztof Penderecki, Witold Lutosławski, Kaija Saariaho, Sofia Goubaïdoulina, Esa-Pekka Salonen, John Adams et l'an passé[Quand ?] Hans Werner Henze.

## Directeurs musicaux
- Georg Schnéevoigt (1915–1924)
- Václav Talich (1926–1936)
- Fritz Busch (1937–1940)
- Carl Garaguly (1942–1953)
- Hans Schmidt-Isserstedt (1955–1964)
- Antal Doráti (1966–1974)
- Guennadi Rojdestvenski (1974–1977)
- Iouri Aronovitch (1982–1987)
- Paavo Berglund (1987–1990)
- Guennadi Rojdestvenski (1991–1995)
- Andrew Davis et Paavo Järvi (1995–1998)
- Alan Gilbert (2000–2008)
- Sakari Oramo (2008- ...